# Ляшенко Сергій Вікторович
Сергі́й Ві́кторович Ляше́нко — сержант Збройних сил України. Учасник російсько-української війни.
Вояк батальйону «Київська Русь».

## Нагороди
За особисту мужність і героїзм, виявлені у захисті державного суверенітету та територіальної цілісності України, вірність військовій присязі під час російсько-української війни
- нагороджений орденом «За мужність» III ступеня (26.2.2015).
- нагороджений орденом «За мужність» II ступеня (17.5.2019).